# Anneke van Giersbergen
Anneke van Giersbergen (født 8. marts 1973) er en hollandsk sangerinde bedst kendt som tidligere vokalist for bandet The Gathering. På nuværende tidspunkt er hun involveret i et projekt ved navn Agua de Annique. Hun har også arbejdet med andre grupper som Lawn, Farmer Boys, Ayreon, Napalm Death og Moonspell.

## Diskografi

### Med The Gathering
- Mandylion (1995)
- Adrenaline / Leaves – EP (1996)
- Nighttime Birds (1997)
- How to Measure a Planet? (1998)
- if then else (2000)
- Superheat – Live (2000)
- Amity – EP (2001)
- Black Light District – EP (2002)
- In Motion – DVD (2002)
- Souvenirs (2003)
- Sleepy Buildings - A Semi Acoustic Evening – Live (2004)
- Accessories - Rarities and B-Sides – Opsamlingsalbum (2005)
- A Sound Relief – DVD (2005)
- Home (2006)
- A Noise Severe – DVD (2007)

### MedAgua de Annique
- Air (2007)

### Som gæstevokalist
- Farmer Boys – Countrified (1996) – spor #9 Never Let Me Down Again (Depeche Mode cover sang)
- Ayreon – Into the Electric Castle (1998)
- Lawn – Backspace (2004) – Fix
- Wetton/Downes: ICON II (2006) – Rubicon spor #4 og #5
- Globus – Epicon (2006) – spor #7 Diem Ex Dei
- Napalm Death – Smear Campaign (2006) – spor 1 & 7, "Weltschmerz", "In Deference"
- Ayreon – 01011001 (2008)
- Moonspell – Night Eternal (2008) – spor #4 Scorpion Flower
- Within Temptation – Black Symphony – Somewhere
- Devin Townsend Project – Addicted!" (2009) – "Bend It Like Bender!", "Supercrush!" (lead), "Hyperdrive" (lead), Resolve!", "Ih-Ah!", "Numbered!", "Awake!!"
- Amorphis - Queen of Time (2018) - spor #9 Amongst Stars